# Flower (L'Arc〜en〜Cielの曲)
「flower」（フラワー）は、日本のロックバンド、L'Arc〜en〜Cielの5作目のシングル。1996年10月17日発売。発売元はKi/oon Sony Records。

## 概要
前作「風にきえないで」以来約3ヶ月ぶりとなる1996年第2弾シングル。また、本作のレコーディングは、1996年7月から開始されたアルバム『True』の録音作業の期間中に行われている。
本作の表題曲「flower」は、アコースティック・ギターとブルースハープのナチュラルな響きが開放的な気分を誘うナンバーで、1990年代初頭に日本で流行したネオアコを彷彿とさせるポップなサウンドが印象的な楽曲となっている。なお、本作は、hydeが作曲した楽曲が初めてCDシングルの表題曲になった作品である。なお、本作の収録曲は、1996年8月26日から同年9月4日にかけて開催したライヴツアー「BIG CITY NIGHTS ROUND AROUND '96」で先行披露されている。
hydeは本作発売時のインタビューで、今回の表題曲ついて「"自分が作曲してシングルを出すならこういう曲がいい"っていうイメージは昔からあったんだけど、そういう曲ができなくて。で、去年（1995年）のライヴハウス・ツアーの時にAメロの部分が頭に浮かんで"あっ、これイメージに近いな"と。そこからずっとあたためてた」と語っており、曲の断片が出来た段階で、この曲をシングル表題曲として制作しようと思っていたという。また、この曲をシングル表題曲として制作したことについて、hydeは「シングルってどこかキャッチーな部分っていうのが必要だとは思ってるんです。でも僕の書く曲って、あまりキャッチーじゃないっていうか。でも、僕はふだん洋楽ばかり聴いてるけど、決してみんなが聴けないような曲ばかり聴いてるわけじゃないし、みんなの好きそうな曲も聴いてるつもりなんですよ。そういう"俺も大好きなんだけど、みんなも好きなはずだ"っていうメロディーが、俺の書きたいシングル曲のイメージ」「シングルはみんなも好きで俺も好きになれる曲っていうのが大前提で。それでいて媚びていない。"ほら、こんなにポップだろ。聴いてくれよ"っていうんじゃなくて、明るすぎず暗すぎず、切ない感じのメロディーっていうか。要するに、基本的なL'Arc〜en〜Cielの今までの流れとそんなに変わらないんだけど、俺なりにそういう切ない曲がずっとイメージにあって、そういう曲を作りたいなぁとずっと思っていて。で、やっとできたんです」と本作発売当時に語っている。また、この曲を制作するうえでhydeは「今、この国はすごくアコースティックな匂いを欲してる」と感じていたといい、hydeの思うメインストリームの雰囲気を反映させたアレンジを施している。この曲の出来栄えについて、hydeは「理想のシングルとして、妥協せずにダルマの目玉を塗りつぶしたような、悔いの残らない達成感のある楽曲」と本作発売当時に語っている。（詳細は楽曲解説の項目を参照）
また、カップリング曲には、新曲として「さようなら」が収められている。さらに、1stCDシングル「Blurry Eyes」から引き続き、表題曲のhydeのボーカルトラックを抜き取ったインストバージョンが収録されている。このインストバージョンは、これまで「Voiceless Version」という副題が付されていたが、本作収録版から「hydeless version」という表記に変更されている。

## リリース

### リリースプロモーション
本作のリリースプロモーションとして、メンバー4人が野球のユニフォーム姿となった広告が全国紙で展開されている。この広告は、表題曲「flower」が1996年10月1日から翌1997年3月31日にかけて、フジテレビ系番組『プロ野球ニュース』のテーマソングに使用されていたことを受けて制作されている。

### リリース形態
本作は、通常盤（CD）の1形態でリリースされている。ちなみにフィジカルは、当時8cmシングルとして発表されていたが、2006年のシングル14作品再発企画において12cmシングルで再発売されている。

### チャート他
発売初週となる1996年10月28日付のオリコン週間シングルチャートでは週間5位、約8.2万枚の売上を記録したが、前作「風にきえないで」よりもランクを下げている。ただ、本作では前作を上回るロングヒットを記録し、最終的なフィジカルの累計売上枚数は約33.6万枚を記録している。これは、sakuraが在籍していたころに発表したL'Arc〜en〜Cielのフィジカルシングルとしては、最大のセールスとなっている。
そして本作のフィジカルの売上枚数と、表題曲のダウンロード数を合わせると50万ポイント以上を売り上げており、L'Arc〜en〜Cielの活動初期を代表する楽曲の一つとなった。活動初期の代表曲ということもあり、バンド名の日本語訳でありバンドにとっての代表曲でもある「虹」、バンドとしてフィジカル最高売上枚数を記録した「HONEY」の2曲とならび、この曲はこれまでに6作のL'Arc〜en〜Ciel名義のアルバムに収録されており、アルバム作品に収録された回数が一番多いシングル表題曲となっている。また、リスナーからの人気が非常に高い楽曲となっており、投票により収録曲を決定した2001年発表のベストアルバム『Clicked Singles Best 13』では、この曲が最多得票数を記録している。さらに、2006年11月25日・26日に東京ドームで行ったバンド結成15周年ライヴ「15th L'Anniversary Live」の開催前には、公式サイトで「演奏曲目リクエスト投票」が実施され、この曲は2位を記録している。なお、hydeは本作発売当時に、マスにもアプローチできるような音楽を意識し、表題曲の楽曲制作を行ったことから、「この曲が売れなきゃ俺か世の中どちらかが間違えてる」と発言していたこともあった。
また、本作発売から約23年後となる2019年12月11日から各種サブスクリプションサービス（定額制音楽配信）にて、この日までに発表したL'Arc〜en〜Cielの全楽曲のストリーミング配信を全世界で一斉解禁しており、表題曲は同年12月12日に公開されたSpotifyの週間バイラルトップ50（日本）チャートで初の首位を獲得した。ちなみにこの週では、TOP18までをL'Arc〜en〜Cielの楽曲が独占し、TOP50にも半分以上となる34曲がチャートインする結果となった。

## ミュージックビデオ
表題曲「flower」のミュージック・ビデオは、竹内スグルがディレクターを務めた作品となっている。
このミュージック・ビデオは、2003年3月19日に発表したベストアルバム『The Best of L'Arc〜en〜Ciel c/w』の初回限定盤特典DVDに初収録されている。また、2007年2月14日に発表したクリップ集『CHRONICLE 0 -ZERO-』にもこの映像が収録されている。そして、2019年12月11日には公式YouTubeアーティストチャンネルにおいて、YouTube Music Premium限定で映像の有料公開が開始されている。前述のYouTubeチャンネルでの有料公開開始から約2年4ヶ月後となる2022年4月8日からは、同サイトで映像の無料公開が開始されている。

## 収録曲
| #         | タイトル                      | 作詞      | 作曲      | 編曲                           | 時間  |
| --------- | ----------------------------- | --------- | --------- | ------------------------------ | ----- |
| 1.        | 「flower」                    | hyde      | hyde      | L'Arc〜en〜Ciel, Takao Konishi | 4:59  |
| 2.        | 「さようなら」                | hyde      | hyde      | L'Arc〜en〜Ciel, Takao Konishi | 4:30  |
| 3.        | 「flower (hydeless version)」 |           | hyde      | L'Arc〜en〜Ciel, Takao Konishi | 4:57  |
| 合計時間: | 合計時間:                     | 合計時間: | 合計時間: | 合計時間:                      | 14:26 |

## 楽曲解説
1. flower
  - 作詞・作曲: hyde / 編曲: L'Arc〜en〜Ciel & Takao Konishi

アコースティック・ギターとブルースハープのナチュラルな響きが開放的な気分を誘う[5]、スウェーデン・ポップスを思わせる軽快な楽曲[12]。作詞・作曲を担当したhyde曰く、1995年に全国のライヴハウスを廻るツアーを行っているときにこの曲の断片が生まれたといい、シングルの表題曲にする前提で密かにあたためていたという[5]。この曲にはメロディアスでキャッチーなサビが付いているが、本作発売当時のインタビューにおいてhydeは「俺のイメージにハマるサビがどうしても出てこなかったんです。いいメロディーが浮かんでも、いきなり高すぎて実力的に歌えない音域だったりとか、"これはキャッチー過ぎるだろう"とか。いいメロディーなんだけど切なくない、とかあって[6]」と語っており、特にサビの制作が難航したという。ちなみに、この曲のサビにつけるメロディとして、hydeは2パターン考えていたといい、どちらの案がよいかメンバーやスタッフに提示したという[6]。サビのメロディ案について、hydeは「ひとつはたしかにハードで切ない、もっと暗い感じ。もうひとつはこの曲なんですけど、俺の声には合ってるけど、なんか今ひとつハートをつかむものがないなぁと思ってた[6]」と述べている。作曲者であるhydeは前者のハードで暗いメロディを気に入っていたというが、他のメンバーやスタッフからは後者のメロディ案が好評だったという[6]。結果的に後者のメロディ案が採用され、アコースティック・ギターを用い、1990年代初頭に日本で流行したネオアコを彷彿とさせるポップなアレンジにすることが決まったという。hydeはアレンジの方向性について、2012年に自身が発表した自叙伝において「当時、世の中ではMr.Childrenとかスピッツとかが流行してて。今、この国はすごくアコースティックな匂いを欲してるなって思ったんだよね。それで、アコースティックで、幻想的な曲を作りたいなと思って。ちょっと浮遊感があるというか、そういう雰囲気は、俺も好きだったから[7]」と語っている。なお、この曲のプロデュースおよびアレンジ作業には、小西貴雄が参加している。
このように、当時の音楽シーンを意識してこの曲を制作した背景もあってか、2010年に受けたインタビューにおいてhydeは「時代を俯瞰で見て、いまだったら、こういう曲を作れば売れるだろうって、狙って作った曲[13]」「この曲を好きで歌ってくれる人が多いから、自分のなかではちょっと不思議な存在の曲ですね。自分の価値観とはちょっと違う[13]」とこの曲についてコメントしている。ただ、2019年にhydeがソロ名義で開催したアコースティックコンサートツアー「HYDE ACOUSTIC CONCERT 2019 黒ミサ BIRTHDAY TOKYO」において、この曲を披露した際にhydeは「あまり好きな曲ではなかったんですけど、最近、大好きになりました[14]」とこの曲に対する心境が変わった旨を述べている。
また、hydeはこの曲のポイントとして、サビの裏メロでkenが弾いているアコースティック・ギターのフレーズをあげている[7]。hydeは、本作発売当時のインタビューにおいて「歌メロのあいづちを打つアコギのフレーズがあるんですけど、それを聴いた瞬間に"うわぁ、綺麗！"と思って。ハードにしたかったけど、こっちのほうがいいやと。それから好きになったんです、このサビが。もし中途半端な状態で出すぐらいだったら、俺はボツにしてもう1回あたためたいと思ってたんだけど、kenのおかげで"OK！出そう"ということに[6]」と語っている。後年にも、hydeはこの曲のkenのギタープレイに度々触れており、自身の自叙伝において「「flower」をあそこまでいい曲にしたのはkenの裏メロなんだよね。サビに入った時にkenが裏で弾いてる、アコースティックのあのメロディが曲をグッと良い曲に上げたんだよ。あれがあるのとないとでは、全然違う。今となってはバッキングだけで弾いても、自分の頭の中にどこかあの裏のメロディがあるから良い曲に聴こえるけど、コードだけだと退屈な曲だと思うよ。まさに、バンドマジックだよ[7]」と称賛している。
さらに、この曲ではhydeが鳴らしたブルースハープの音がイントロ、アウトロならびに間奏に採り入れられている。このハープはhyde曰く、仮のテイクという認識で吹いたといい[15]、当初は奏者を呼んでハープを吹いてもらうことも考えていたという[15]。ただ、hydeのテイクに対する周りからの評判が良く、仮で吹いたものが音源に使用されることになったという[16]。そのため、hydeが吹いたハープのパートは、結果的にすべて一発録りの音となっている[16]。ちなみに、ライヴでも音源と同様にhydeがブルーハープを吹いており、この曲が終わったタイミングで、吹いたハープを客席に投げ入れるパフォーマンスを行うことが多い。
また、この曲のレコーディングでsakuraは、異なるサイズのバスドラムを踏み分けており、メインで22インチを踏み、間奏の部分で26インチを踏んだ音を挟んでいる[17]。バスドラムを使い分けたことについて、sakuraは「あとで編集で似た様な効果はできるんだけど、前から踏み分けというのをやってみたくて26インチはノー・ミュートで、22インチは締まった感じの音でやってみた[17]」と語っている。ちなみに、2サビ終わりの＜Like a flower (flowers bloom in sunlight)＞以降の間奏部分では、リズムがハーフとなっている。このアプローチはhydeの意向によるもので、スティングの楽曲「イングリッシュマン・イン・ニューヨーク」の間奏でドラムだけになる箇所からインスパイヤされたものだという[18]。このリズムアプローチについて、hydeは「キャッチーな曲であるほど、途中にそういうフックを入れたくなる」と語っている。さらに、このバックコーラス部分の歌唱は、作曲家兼歌手の佐々木真理が担当している。
余談だが、kenは制作当初、この曲にシタールを入れるアレンジ案を考えていたというが、結局この案は白紙化されている[16]。シタールを入れる案を見送ったことについて、kenは「今回、12弦ギターを使ってるんですよ。最初はね、シタールも入れようかなって思ってたんだけど、12弦入れてハープ入れるんだったら、シタールはいらないなと。やりすぎると曲の素朴なイメージと違うようになってしまうと思って[16]」と語っている。
作詞を手掛けたhyde曰く、歌詞は「夢の中にいるイメージで書いた[19]」といい、"好き"になることで生まれる"切なさ"を綴ったリリックがのせられている。作詞作業について、hydeは「夢の中のハッキリしてないっていう部分。どこかつかめないっていう感覚を詞にしたかったというか。曲的にもストレートすぎるより、ちょっとフワァッとした感じにしたかったし。詞もちょっと幻想的な雰囲気にしたかった[19]」「普段生活していて、熱くなったりはしないけれど、普段は気づかない奥底の部分が出ているのかもしれない。"僕のこの気持ちをもう少し突き進めたらどうなるだろう？"って、そういう気やり方で書く時もあるから。あと僕は"切ない"っていう感覚がすごい好きで、今までもそういうことを表現してきてたんだけど、今回は"好きになる"っていうことはすごく切ないなぁって思って、それが今回のアルバムの詞に流れてる気はしますね[20]」と語っている。ちなみに、この曲も収録されたアルバム『True』の収録曲の歌詞について、hydeは「（今までは）"枯れてしまったものへの切なさ"とかだった[20]」「今回は、"好きなことが切ないんだ"っていう表現にしたかったんです[4]」と述べている。
2. さようなら
  - 作詞・作曲: hyde / 編曲: L'Arc〜en〜Ciel & Takao Konishi

ストリングスをフィーチャーした優しげな雰囲気の楽曲[5]。1996年7月に発表したシングル「風にきえないで」の制作前の曲出し会で、作詞・作曲者のhydeが提出したデモを基に制作が行われている[5]。楽曲制作の方向性について、hydeは「アルバムの最後とか"ちょっとひと休み"って感じの曲にしたいなぁと思って、アルバム向けに出したんですよ。そのぐらいささやかな感じ[5]」と本作発売当時のインタビューで語っている。
この曲では当時のL'Arc〜en〜Cielの楽曲では珍しく、ストリングスが大々的にフィーチャーされている。なお、hydeは制作当初、この曲のアレンジをデジタル・ロックの方向で進めることを考えていたという[19]。ただ、制作が進むにつれ、hydeの中で「最初はもっとデジタルな感じにしたかったんだけど、やってくうちに優しい曲にしたくなってきて。じゃあ弦にしようって[19]」と心境の変化があり、弦楽器の音を採り入れた現在のアレンジに変更されたという。この曲の仕上がりについて、hydeは本作発売当時のインタビューで「シンセサイザーが目立った感じにしようと思ったんだけど、曲作っていったら、このギターは生かしたいなとかなってきて最終的には弦とかで優しい感じになっちゃった[21]」と述べている。なお、この曲のプロデュースおよびアレンジ作業には、表題曲と同様に、小西貴雄が参加している。
また、ギター録りを振り返り、kenは本作発売当時に「（「flower」「さようなら」の2曲に関しては）hydeの方からアコギのイメージで聞いてたから。特に「さようなら」の方はhydeがヴォイシング（コードのテンション）を決め込んでいたからというのがあるんで、それを母体として膨らませていった[21]」「（アコギを）それだけべったり使ったのは珍しいかも。空気感を生かしたアレンジだったから（アコギが）聞こえてくるようにはしてます[21]」と語っている。さらにtetsuyaは、この曲のベース録りでは、全編フィンガー・ピッキングで演奏している[21]。なお、tetsuya曰く、この指弾きは中指だけで行っているという[21]。中指だけで弾いた経緯について、tetsuyaは本作発売当時のインタビューで「どうしても指の長さが違うし力の強さも違うから。中指1本で弾く方がツブがそろうし、指で弾く方が曲調からいいなと思った[21]」と述べている。
ちなみに歌詞の中には、期せずして表題曲のタイトルとリンクした、＜舞い散る"花びら"が笑ってる＞というフレーズが登場している[19]。余談だが、この曲の作詞作業について、hydeは「（当時の）最短記録の3時間くらいで書けて、自分で感動した[19]」と本作発売当時のインタビューで語っている。
余談だが、1997年に開催したコンサートツアー「CONCERT TOUR '96〜'97 Carnival of True」の後、この曲は長きにわたりライヴで演奏されていなかったが、2007年に開催したホールツアー「Are you ready? 2007 またハートに火をつけろ!」の沖縄コンベンションセンター公演において約10年ぶりに披露されている。2007年にこの曲を披露した模様は、同ツアーの公演を収録したライヴビデオ『Are you ready? 2007 またハートに火をつけろ! in OKINAWA』に特典映像の一部として収められており、1サビ終わりまでが収録されている。

## タイアップ
flower
- フジテレビ系番組『プロ野球ニュース』（1996年10月〜1997年3月）テーマソング

## 参加ミュージシャン
- hyde：Vocal
- ken：Guitars
- tetsu：Bass
- sakura：Drums
- flower
  - hyde：Blues Harp
  - 佐々木真理：Female Chorus
  - 小西貴雄：Other Instruments
  - 吉田潔：Manipulate

## カバー
（※）音源がフィジカルに収録されているものに限り記載する。
- クレモンティーヌ （2012年、トリビュートアルバム『L'Arc〜en〜Ciel Tribute』に収録）
- 近藤真由 （2021年、カバーアルバム『マーマレード』に収録）

## 収録アルバム
オリジナルアルバム
- 『True』 (#1)

ベストアルバム
- 『Clicked Singles Best 13』 (#1)
- 『The Best of L'Arc〜en〜Ciel 1994-1998』 (#1)
- 『The Best of L'Arc〜en〜Ciel c/w』 (#2)
- 『QUADRINITY 〜MEMBER'S BEST SELECTIONS〜』 (#1、#2)
- 『TWENITY 1991-1996』 (#1、#2)
- 『WORLD'S BEST SELECTION』 (#1)